# Liste der Naturdenkmale im Landkreis Göttingen
Die Liste der Naturdenkmale im Landkreis Göttingen nennt die Naturdenkmale im Landkreis Göttingen in Niedersachsen.
Am 31. Dezember 2016 waren im heutigen Gebiet des Landkreises insgesamt 190 Naturdenkmale verzeichnet. Davon waren 70 vom ehemaligen Landkreis, 78 von der Stadt Göttingen und 42 vom ehemaligen Landkreis Osterode am Harz verordnet.

## Naturdenkmallisten
| Stadt/Gemeinde               | Liste                                                                       |
| ---------------------------- | --------------------------------------------------------------------------- |
| Adelebsen                    | Liste der Naturdenkmale in Adelebsen                                        |
| Bad Grund                    | Liste der Naturdenkmale in Bad Grund (Harz)                                 |
| Bad Lauterberg im Harz       | Liste der Naturdenkmale in Bad Lauterberg im Harz                           |
| Bad Sachsa                   | Liste der Naturdenkmale in Bad Sachsa                                       |
| Bovenden                     | Liste der Naturdenkmale in Bovenden                                         |
| Samtgemeinde Dransfeld       | Liste der Naturdenkmale in der Samtgemeinde Dransfeld                       |
| Duderstadt                   | Liste der Naturdenkmale in Duderstadt                                       |
| Friedland                    | Liste der Naturdenkmale in Friedland (Niedersachsen)                        |
| Samtgemeinde Gieboldehausen  | Liste der Naturdenkmale in der Samtgemeinde Gieboldehausen                  |
| Gleichen                     | Liste der Naturdenkmale in Gleichen                                         |
| Göttingen                    | Liste der Naturdenkmale in Göttingen                                        |
| Hann. Münden                 | Liste der Naturdenkmale in Hann. Münden                                     |
| gemeindefreies Gebiet Harz   | Liste der Naturdenkmale im gemeindefreien Gebiet Harz (Landkreis Göttingen) |
| Samtgemeinde Hattorf am Harz | Liste der Naturdenkmale in der Samtgemeinde Hattorf am Harz                 |
| Herzberg am Harz             | Liste der Naturdenkmale in Herzberg am Harz                                 |
| Osterode am Harz             | Liste der Naturdenkmale in Osterode am Harz                                 |
| Samtgemeinde Radolfshausen   | Liste der Naturdenkmale in der Samtgemeinde Radolfshausen                   |
| Rosdorf                      | Liste der Naturdenkmale in Rosdorf                                          |
| Staufenberg                  | Liste der Naturdenkmale in Staufenberg (Niedersachsen)                      |
| Walkenried                   | Liste der Naturdenkmale in Walkenried                                       |